# Anthribatus nivosus
Anthribatus nivosus är en skalbaggsart som beskrevs av Leon Fairmaire 1896. Anthribatus nivosus ingår i släktet Anthribatus och familjen långhorningar.
Artens utbredningsområde är Madagaskar. Inga underarter finns listade i Catalogue of Life.